# Maggie Connor
Margareth M. „Maggie” Connor (ur. 1 września 1963 w Salem) – amerykańska narciarka, specjalistka narciarstwa dowolnego. Najlepszy wynik na mistrzostwach świata osiągnęła podczas mistrzostw w Lake Placid, gdzie zajęła 5. miejsce w jeździe po muldach. Zajęła 22. miejsce w tej samej konkurencji na igrzyskach olimpijskich w Albertville. Najlepsze wyniki w Pucharze Świata osiągnęła w sezonie 1990/1991, kiedy to zajęła 19. miejsce w klasyfikacji generalnej, a w klasyfikacji jazdy po muldach była piąta.
W 1996 zakończyła karierę.

## Sukcesy

### Igrzyska olimpijskie
| Miejsce | Dzień     | Rok  | Miejscowość | Konkurencja      | Zwycięzca        |
| ------- | --------- | ---- | ----------- | ---------------- | ---------------- |
| 22.     | 13 lutego | 1992 | Albertville | Jazda po muldach | Donna Weinbrecht |

### Mistrzostwa świata
| Miejsce | Dzień     | Rok  | Miejscowość | Konkurencja      | Zwycięzca        |
| ------- | --------- | ---- | ----------- | ---------------- | ---------------- |
| 12.     | 3 marca   | 1989 | Oberjoch    | Jazda po muldach | Raphaëlle Monod  |
| 5.      | 12 lutego | 1991 | Lake Placid | Jazda po muldach | Donna Weinbrecht |

### Puchar Świata

#### Miejsca w klasyfikacji generalnej
- 1988/1989 – 47.
- 1989/1990 – 26.
- 1990/1991 – 19.
- 1991/1992 – 41.
- 1993/1994 – 73.

#### Miejsca na podium
1. Blackcomb – 12 stycznia 1991 (Jazda po muldach) – 3. miejsce
2. La Clusaz – 20 lutego 1991 (Jazda po muldach) – 2. miejsce
3. Blackcomb – 11 stycznia 1992 (Jazda po muldach) – 2. miejsce